# Andrew Garfield
Andrew Russell Garfield (n. 20 august 1983, Los Angeles) este un actor englez-american de film. A jucat și în filme romantice precum Never Let Me Go, dar și în filme de acțiune: The Amazing Spider-Man. Cel mai remarcabil rol rămâne însă cel din Rețeaua de socializare, interpretându-l pe Eduardo Saverin.

## Filmografie

### Filme
| Year | Title                               | Role                          | Notes           |
| ---- | ----------------------------------- | ----------------------------- | --------------- |
| 2005 | Mumbo Jumbo                         | Simmo                         | Short film      |
| 2007 | Lions for Lambs                     | Todd Hayes                    |                 |
| 2007 | Boy A                               | Jack Burridge / Eric Wilson   |                 |
| 2008 | The Other Boleyn Girl               | Francis Weston                |                 |
| 2009 | The Imaginarium of Doctor Parnassus | Anton                         |                 |
| 2009 | Air                                 | Tom                           | Short film      |
| 2010 | I'm Here                            | Sheldon                       | Short film      |
| 2010 | Never Let Me Go                     | Tommy                         |                 |
| 2010 | The Social Network                  | Eduardo Saverin               |                 |
| 2012 | The Amazing Spider-Man              | Peter Parker / Spider-Man     |                 |
| 2014 | The Amazing Spider-Man 2            | Peter Parker / Spider-Man     |                 |
| 2014 | 99 Homes                            | Dennis Nash                   | Also producer   |
| 2016 | Hacksaw Ridge                       | Desmond Doss                  |                 |
| 2016 | Silence                             | Călugărul Sebastião Rodrigues |                 |
| 2017 | Breathe                             | Robin Cavendish               | Post-production |
| 2017 | Under the Silver Lake               |                               | Post-production |
| 2021 | Spider-Man: No Way Home             | Peter Parker / Spider-Man     |                 |

### Televiziune
| Year       | Title                                   | Role           | Notes                                                      |
| ---------- | --------------------------------------- | -------------- | ---------------------------------------------------------- |
| 2005       | Swinging                                | Various Roles  | Episode: "1.1"                                             |
| 2005       | Sugar Rush                              | Tom            | 5 episodes                                                 |
| 2006       | Simon Schama's Power of Art: Caravaggio | Boy with fruit | Episode: "Caravaggio"                                      |
| 2007       | Doctor Who                              | Frank          | 2 episodes - Daleks in Manhattan & Evolution of the Daleks |
| 2007       | Freezing                                | Kit            | Episode: "1.1"                                             |
| 2007       | Trial & Retribution                     | Martin Douglas | Episode: "Closure: Part 1"                                 |
| 2009       | Red Riding                              | Eddie Dunford  | 3 episodes                                                 |
| 2011, 2014 | Saturday Night Live                     | Himself        | 2 episodes                                                 |